# 그대 눈물이 마를때
"그대 눈물이 마를때"는 1985년에 개봉한 대한민국의 영화이다.

## 캐스팅
- 이미숙
- 길용우
- 윤석봉
- 문미봉
- 서옥모
- 정혜영
- 양형호
- 송인혁
- 봉두개
- 최신영
- 이명남
- 왕정란
- 백유권
- 김내영
- 황혜민